# 顧問

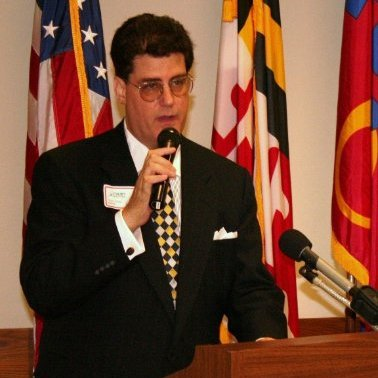
一位正在作报告的顾问

顧問是一個職稱，對某些範圍知識有專家程度的認識，他們可以提供顧問服務，例如法律顧問、政治顧問、投資顧問、港事顧問、軍事顧問、國策顧問、地產顧問、工程顧問或國家安全顧問等。
顧問提供的意見以獨立和中立為首要，所以讀者參考顧問報告之前，首要了解顧問的背景是否存在利益衝突以影響其建言之中立性。